# Кінрік (король Вессексу)
Кінрік (англ. Cynric) — король Вессекса (534—560), син Кердіка.

## Біографія
У легендах про саксонські завоювання Британії Кінрік постійно згадується разом зі своїм батьком Кердіком. Крім того, є й інша версія генеалогічного древа королів Вессекса, згідно якої Кінрік був онуком Кердіка. У 534 році Кінрік успадкував титул короля гевіссеїв (західних саксів). Ставши королем, він відразу ж віддав Вітваре (острів Уайт) своїм родичам Вітгару і Стуфу, які допомагали Кердіку під час завоювання Британії. Кінрік продовжував вести війни з бриттами і здобув щонайменше дві перемоги: в 552 році при Серобурзі (сучасний Солсбері) і в 556 році при Беранбурзі (сучасний Барбері).